# Happy Harmonies
Happy Harmonies è una serie di trentasette cortometraggi d'animazione prodotti in Technicolor dal duo Harman e Ising e distribuiti dalla Metro-Goldwyn-Mayer tra il 1934 e il 1938. La serie si poneva come concorrente delle Sinfonie allegre della Disney, e fu la prima prodotta dalla MGM.
Alcune Happy Harmonies hanno come protagonista Bosko, un personaggio dei primi corti Looney Tunes che il duo aveva prodotto per Leon Schlesinger. Dopo le prime due apparizioni, il design di Bosko passò a un realistico ragazzo afroamericano. Altri personaggi ricorrenti della serie furono le Jazz Frogs, i Two Little Pups, le Good Little Monkeys e Cheeser.
Il titolo Happy Harmonies, assente in Canarino scontento, fu abbandonato nel 1937: a partire da Swing Wedding, infatti, nei titoli di testa appare solo la dicitura "a Hugh Harman-Rudolf Ising cartoon". Pipe Dreams e The Little Bantamweight, gli ultimi due titoli della serie, erano stati originariamente prodotti come Sinfonie allegre, ma quando Disney comprò solo uno dei loro tre corti, Sirenette in festa, Harman e Ising vendettero gli altri due alla MGM.
L'unica edizione home video ufficiale che contiene un numero significativo di Happy Harmonies è l'omonimo cofanetto laserdisc distribuito in America del Nord il 9 luglio 1994 dalla MGM/UA Home Video, precedendo la fusione della Turner Broadcasting System con la Time Warner nel 1996. Il cofanetto di quattro dischi contiene 45 cortometraggi MGM tra cui 17 Happy Harmonies.

## Filmografia

### 1934
- Canarino scontento (The Discontented Canary)
- The Old Pioneer
- Racconto dei boschi di Vienna (Tale of the Vienna Woods)
- Bosko's Parlor Pranks
- Toyland Broadcast

### 1935
- Hey-Hey Fever
- Quando non c'è il gatto... (When the Cat's Away)
- Il pulcino smarrito (The Lost Chick)
- The Calico Dragon
- Piccole scimmie (Good Little Monkeys)
- The Chinese Nightingale
- Poor Little Me
- Cuccioli in festa (Barnyard Babies)
- Cavalli da corsa (The Old Plantation)
- Il paese del miele (Honeyland)
- È arrivato il gatto (Alias St. Nick)
- Run, Sheep, Run!

### 1936
- Bottles
- The Early Bird and the Worm
- Meriggio musicale (The Old Mill Pond)
- Two Little Pups
- The Old House
- Il picnic dei cuccioli (The Pups' Picnic)
- To Spring
- Ladro di formaggio (Little Cheeser)
- The Pups' Christmas

### 1937
- Circus Daze
- Swing Wedding
- Bosko's Easter Eggs
- Little Ol' Bosko and the Pirates
- Eroe canino (The Hound and the Rabbit)
- The Wayward Pups
- Little Ol' Bosko and the Cannibals
- Dalla Terra alla Luna (Little Buck Cheeser)

### 1938
- Little Ol' Bosko in Bagdad
- Pipe Dreams
- The Little Bantamweight